# Théâtre-Italien de París

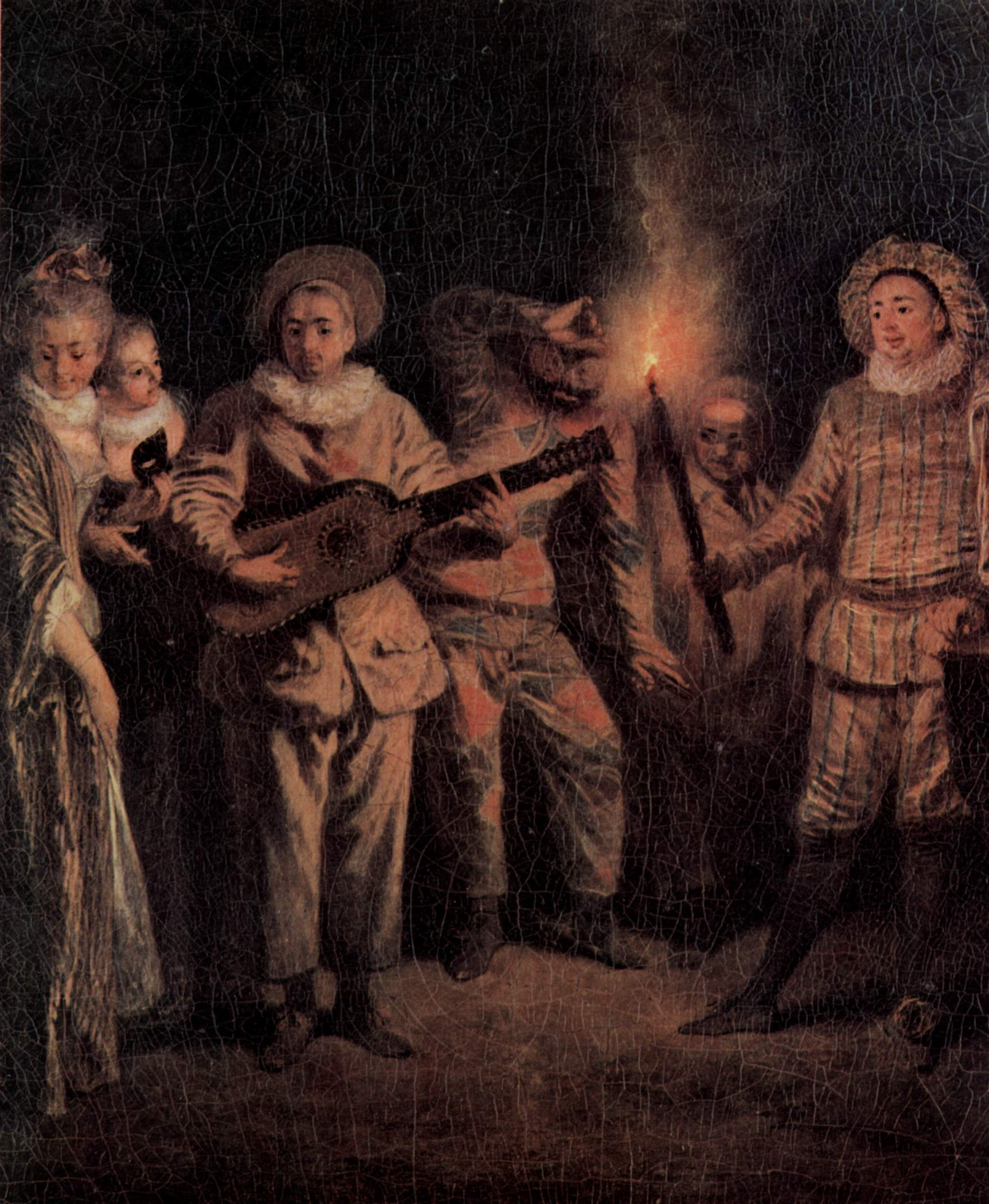
L'Amor al Théâtre-Italien, detall d'un quadre d'Antoine Watteau.

Comédie-Italienne o Théâtre-Italien (Comèdia-Italiana o Teatre-Italià) són noms que s'han utilitzat per a les obres de teatre de llengua italiana interpretades per nombroses companyies a França, sobretot a París.
Les primeres visites de les que es té constància de grups d'actors italians es refereixen a conjunts de commedia dell'arte contractats per a la cort de les reines Caterina de Mèdici i Marie de Mèdici. Aquests grups van oferir igualment actuacions públiques a París, a l'Hotel de Borgonya, probablement el primer teatre públic construït a França.
La primera utilització oficial del nom de Comèdia-Italiana es remunta a 1680, quan es va adjudicar aquest nom a un grup d'actors per distingir les seves actuacions de les del grup de la Comèdia-Francesa, fundada aquest mateix any. De la mateixa manera que s'emprava el nom de Teatre-Francès per a la comèdia francesa, es va començar a fa servir el de Teatre-Italià per les comèdies dels italians. Amb el temps, frases, cançons, escenes senceres i eventualment peces de teatre franceses es van anar incorporant a les presentacions de la Comèdia-Italiana. L'any 1762, la companyia es va fusionar amb l'Òpera-Còmica, i encara que el nom comèdia-italiana es va continuar utilitzant, el repertori va esdevenir aviat gairebé exclusivament d'òperes-còmiques. Els noms de comèdia-francesa i comèdia-italiana van ser abandonats l'any 1801, en el moment de la fusió de la companyia italiana amb el Teatre Feydeau.
De 1801 a 1878, el Teatre-Italià va ser utilitzat per a una sèrie de companyies d'òpera parisenques que interpretaven obres en italià. L'any 1980, el nom de La Comèdia-Italiana fou utilitzat per a un teatre del barri de Montparnasse, que presenta peces italianes de la commedia dell'arte en traducció francesa.

## Història

### Orígens

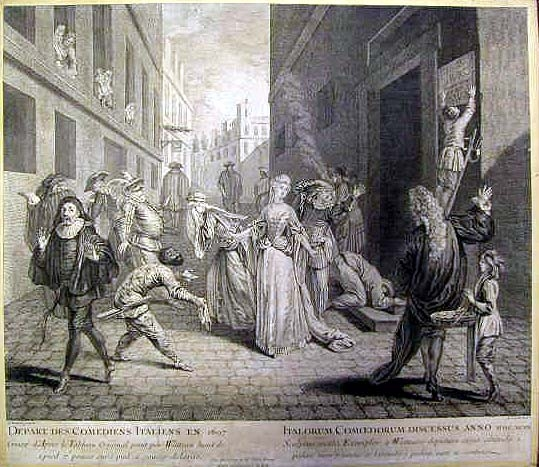
Sortida dels Actors Italians l'any 1697, gravat de L. Jacob segons Antoine Watteau.

La primera companyia professional, I Gelosi, es va establir entre 1600 i 1604 a l'Hotel de Borgonya, després de dues temptatives no exitoses dels anys 1577 i 1588. Els va seguir altres companyies, sent la més popular la Comici fedeli, entre 1610 i 1623, i la de Giuseppe Bianchi que s'instal·là l'any 1645 a l'Hotel del Petit-Borbó, sala que va compartir a partir de 1658 amb la companyia de Molière.
Sota la protecció del rei, la companyia italiana va presentar al públic francòfon peces de commedia dell'arte en versió original abans d'obrir-se als més grans dramaturgs francesos de l'època (Charles Dufresny, Regnard, Houdar de La Motte, Nolant de Fatouville, Brugière de Barente, Évariste Gherardi, Jacques Losme de Monchesnay, Palaprat, Eustache Le Noble, Louis Biancolelli, Mongin o Boisfranc).
Després de la destrucció de l'Hotel Petit-Borbó del 1660, els actors italians es van traslladar al Palais-Royal i després van prendre possessió, el 1680, de l'Hotel de Borgonya, al carrer Mauconseil. Hi van actuar amb èxit fins al 1697. L'anunci de les representacions de La Fausse Prude, una obra que apuntava directament a Madame de Maintenon, va servir com a pretext perquè Lluís XIV tanqués el teatre. Com a conseqüència, la companyia es va dispersar i va marxar a províncies.

### Elseglexviii

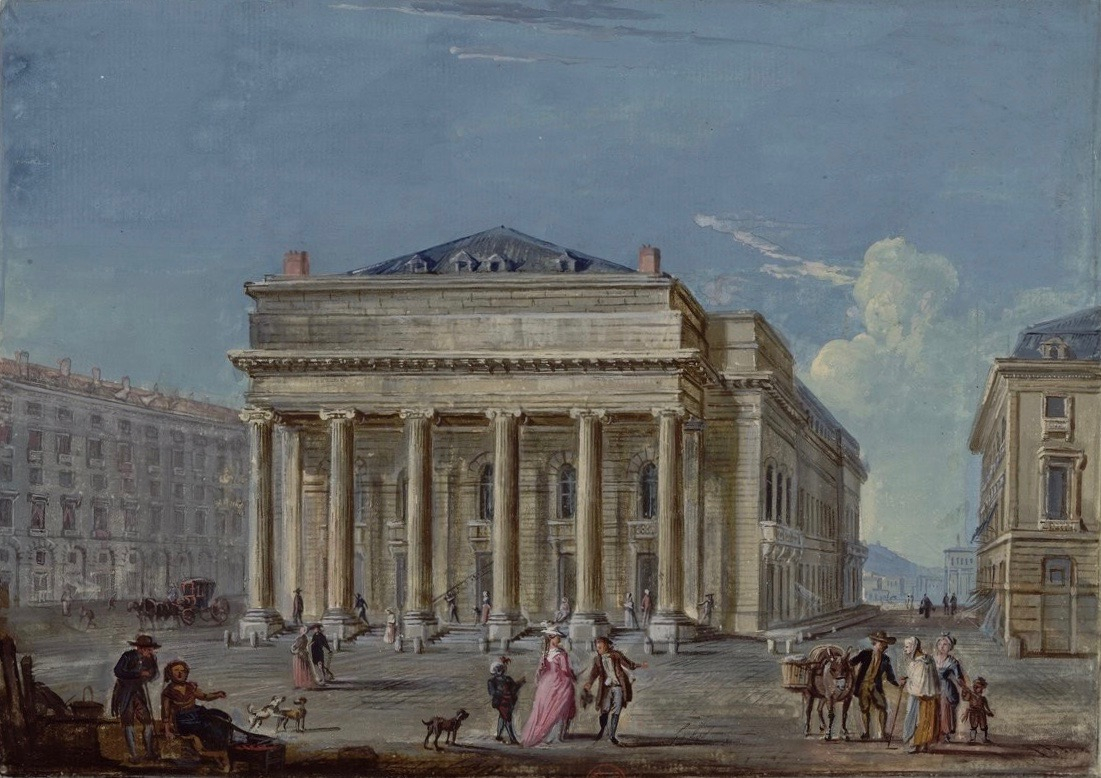
La comèdia italiana a la Salle Favart, de Jean-Baptiste Lallemand, 1783.

Els còmics italians van tornar a París el 1716, sota la regència entre la mort de Lluís XIV i el començament del regnat de Lluís XV, i van aprofitar la protecció del duc d'Orleans per a reprendre les seves actuacions, sota la direcció de Luigi Riccoboni, a l'Hotel de Borgonya. La primera obra francesa del seu repertori fou Le Naufrage au Port-à-l'Anglois (1718) de Jacques Autreau. Amb una renda anual de 15.000 lliures, enriqueixen el seu repertori al llarg dels anys i apropant-se al repertori líric, van competir amb la companyia de l'Opéra-Comique de Jean Monnet.
Aquesta competència va comportar la fusió de les dues companyies el 1762, sota el nom de Comédie-Italienne (Comedia-Italiana) o Opéra-Comique-Italien (Òpera Còmica Italiana). Però després d'un decret de 1779 que prohibia les comèdies en italià, es va haver de substituir per la d'Opéra-Comique, on els artistes francesos eren ja la majoria. Els últims còmics italians que quedaven a la companyia van tornar a Itàlia.
A l'estret carrer de Mauconseil, l'Opéra-Comique inaugurà la seva nova sala el 28 d'abril de 1783, una sala construïda per l'arquitecte Jean-François Heurtier a l'Hotel del duc de Choiseul (al 2n districte de París). Es deia Théâtre Favart, més tard Opéra-Comique national.
Aviat sorgí una nova competència: el 26 de gener de 1789 Léonard-Alexis Autié, perruquer de la reina Maria-Antonieta d'Àustria i el violinista Giovanni Battista Viotti, van desembarcar des de Torí al capdavant d'una nova companyia italiana, obtenint del rei Lluís XVI el privilegi d'explotar de nou el repertori d'òperes còmiques franceses i italianes. La companyia, batejada com a Théâtre de Monsieur (Teatre de Monsenyor) per la protecció que li oferia Monsenyor el germà del rei (futur Lluís XVIII), es va instal·lar a la Sala de Màquines del Palau de les Teuleries i més tard, el 6 de gener de 1791, al nou Théâtre Feydeau, situat a pocs metres de la Sala Favart, ara amb el nom de Théâtre Français et Italien de la rue Feydeau (Teatre francès i italià del carrer Feydeau).

### Elseglexix

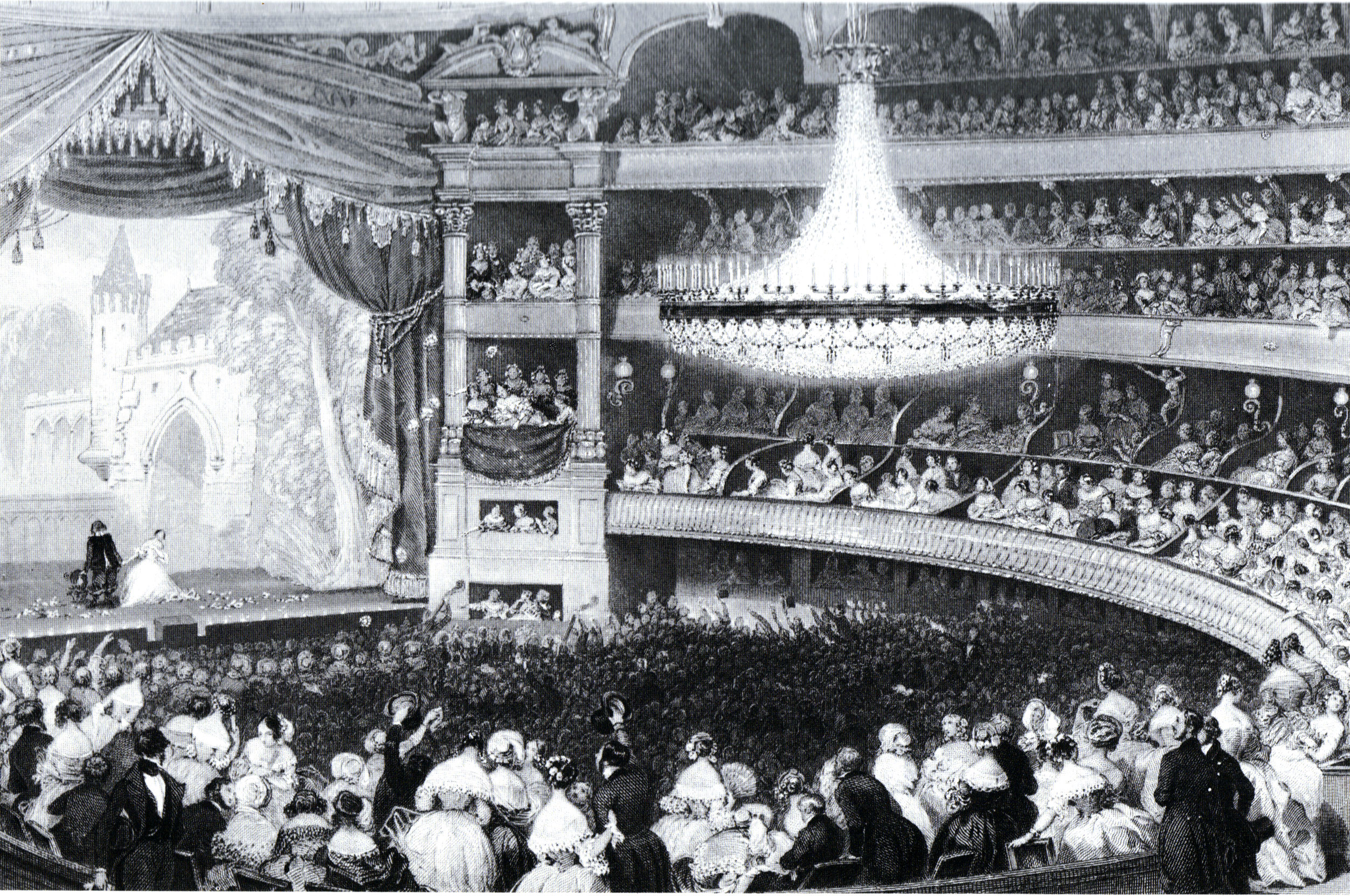
El Théâtre-Italien cap a 1840, gravat per C. Mottram en un dibuix d'Eugène Lami.

El 26 de juliol de 1801, les dues companyies es van fusionar sota el nom d'Opéra-Comique. Aquesta companyia es va instal·lar inicialment a la Sala Favart, més tard al Teatre Feydeau, de 1802 al 1823, i després va tornar a la Sala Favart.
Això no obstant, els italians no havien dit encara la seva última paraula: Marguerite Brunet (Mademoiselle Montansier), que ja havia fet construir diversos teatres, va muntar el 1801 una nova companyia anomenada Opera-Buffa, ràpidament rebatejada com d'els italians, al Teatre Olympique, al carrer de la Victòria. El 1802, Napoleó Bonaparte, llavors primer cònsol, va decidir traslladar-lo a la Sala Favart (que acabava de ser abandonada per la companyia de l'Opéra-Comique després de la seva fusió amb la del Teatre Feydeau), considerant-la més prestigiosa. Amb tot i això, només hi va romandre dos anys, deixant-la el 1804 durant els treballs de restauració, per fusionar-se amb la companyia del Théâtre Louvois sota la direcció de Louis-Benoît Picard i convertir-se en el Théâtre de l'Impératrice (Teatre de l'emperadriu). La seva subsistència fou oficialment garantida el 1807 per un decret que limitava el nombre de sales parisenques a vuit (incloses l'Opéra, l'Opéra-Comique, la Comédie-Française i el Théâtre de l'Impératrice, que es va instal·lar a l'Odéon) però només podien representar òperes bufes, un teatre de caràcter privat creat per Napoleó amb el privilegi de l'òpera seria concedit a les Teuleries o a Saint-Cloud.
El 28 de desembre de 1814, aprofitant el canvi de règim, la soprano italiana Angelica Catalani va obtenir de Lluís XVIII un nou privilegi que li permetia explotar el repertori italià. Reanomenada aleshores com a Théâtre royal italien, la companyia es va instal·lar a la Sala Favart el 1815 i el 1819 de nou al Teatre Louvois (que va compartir els anys 1820-1821 amb l'Opéra). La seva direcció va anar a càrrec al llarg dels anys de Spontini, Paër i Rossini (el 1824).
El 1825 els italians van tornar a la Sala Favart, comprada per a ells per Carles X, i ho van fer sota el popular nom de Théâtre-Italien. Laurent, Robert i Severini, van aconseguir successivament el privilegi de representar-hi obres, però l'incendi de la sala del 13 de gener de 1838 els va impedir continuar-hi. Després van passar de la Sala Ventadour a l'Odéon, on va debutar la mezzo Pauline Viardot (germana de la Malibran); van passar després al Théâtre de la Renaissance, per tornar el 2 d'octubre de 1841 a la Sala Ventadour, que ja no abandonarien.
El 6 de desembre de 1856, la soprano italiana Marietta Piccolomini va cantar per a l'estrena de l'òpera de Giuseppe Verdi La traviata al Théâtre-Italien. L'emperadriu Eugènia de Montijo, incapaç d'assistir a aquest espectacle aclamat per la crítica i el públic, va ordenar en aquell moment al seu director, Calzado, que oferís una actuació addicional per a ella i el seu marit, l'emperador Napoleó III.
Però el decret de 1864, que restablia la llibertat dels teatres, va rellançar la competència que els italians no van aconseguir suportar. Després de més de trenta-cinc anys de servei, el Théâtre-Italien finalment va desaparèixer, tancant definitivament el 1878.

### Del segle XX fins a l'actualitat

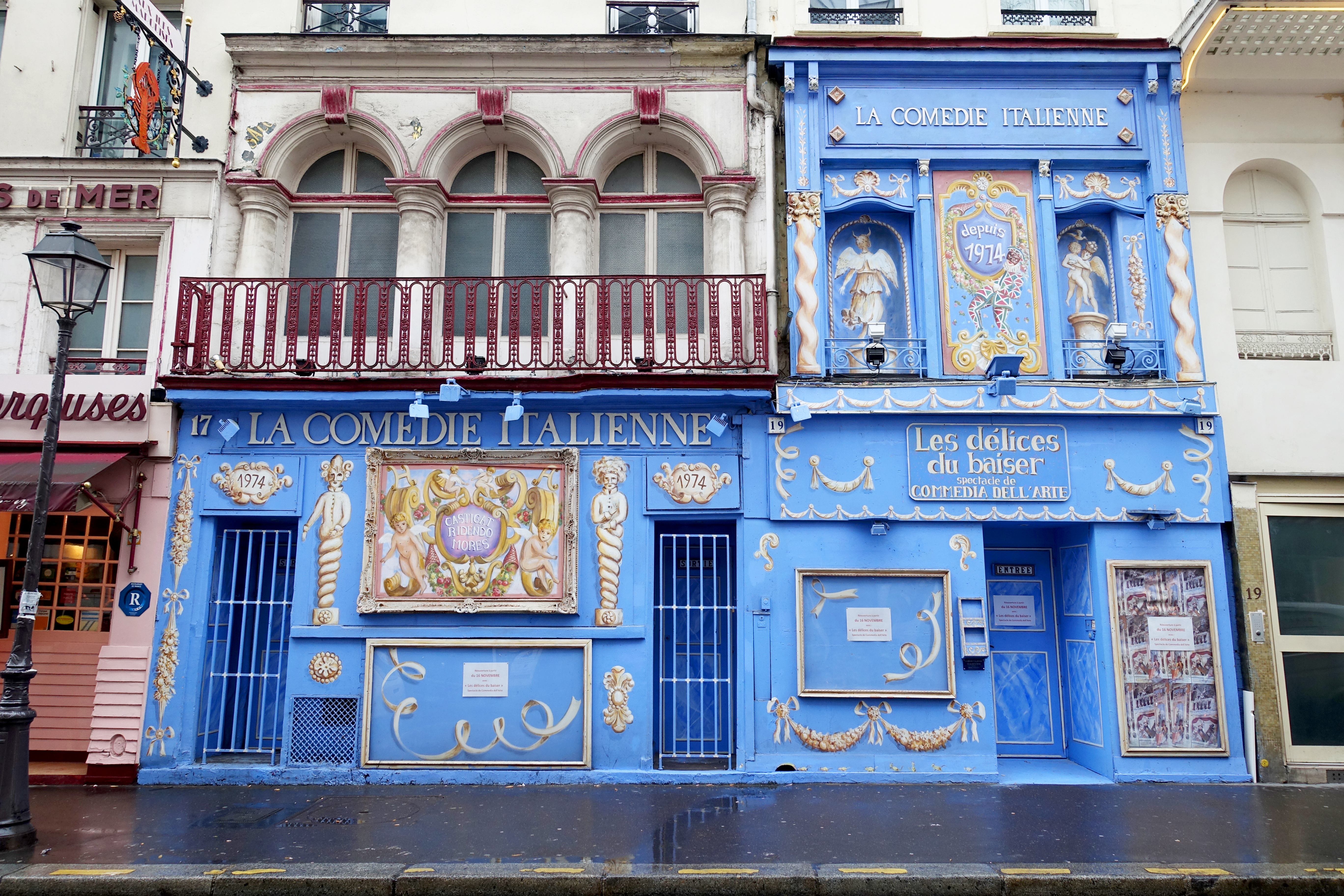
Sala de la Comèdia Italiana al carrer de la Gaité de París.

En 1974 el director d'escena Attilio Maggiulli i l'actriu Helena Lestrade fundaren el Teatrino italiano al carrer Maine del districte 14è de París. Més tard es van traslladar al carrer de la Gaité, prenent el nom de La Comédie Italienne el 1980.
En aquesta petita sala es programen obres d'autors italians, tant clàssics (de Ruzante a Carlo Goldoni) com contemporanis, interpretades en francès. El teatre també inclou una Commedia dell'arte, oberta a joves actors on s'imparteixen les tècniques tradicionals de jocs de màscares, d'animals, barroc i altres.

## Repertori
Les primeres òperes interpretades a París eren italianes; malgrat que l'òpera italiana s'abandonà ràpidament a favor d'una òpera francesa, com ho demostra la creació de l'Reial Acadèmia de Música, les companyies d'òperes italianes van continuar actuant a París durant tot el segle xviii. Així és com les representacions de La serva padrona de Giovanni Battista Pergolesi el 1752 en la Reial Acadèmia de Música van donar lloc a l'anomenada Querella dels bufons, una controvèrsia entre els defensors de l'òpera francesa i els de l'òpera italiana.
El Théâtre-Italien va presentar obres de Paër, Mozart o Cimarosa, així com les grans òperes de Rossini, qui es va establir a París el 1823. Així, el 19 de juny de 1825 s'hi va estrenar Il viaggio a Reims de Rossini amb un repartiment excepcional que reunia els cantants europeus més grans de l'època, arran de la coronació de Carles X. Després va muntar amb èxits obres de Meyerbeer i de Verdi.
A partir de 1864 i de la pèrdua dels privilegis de les obres franceses, les òperes italianes van tornar als escenaris de molts teatres, incloent-hi el Théâtre de la Gaîté, el Théâtre du Châtelet i sobretot el de l'Òpera de París.

## Galeria

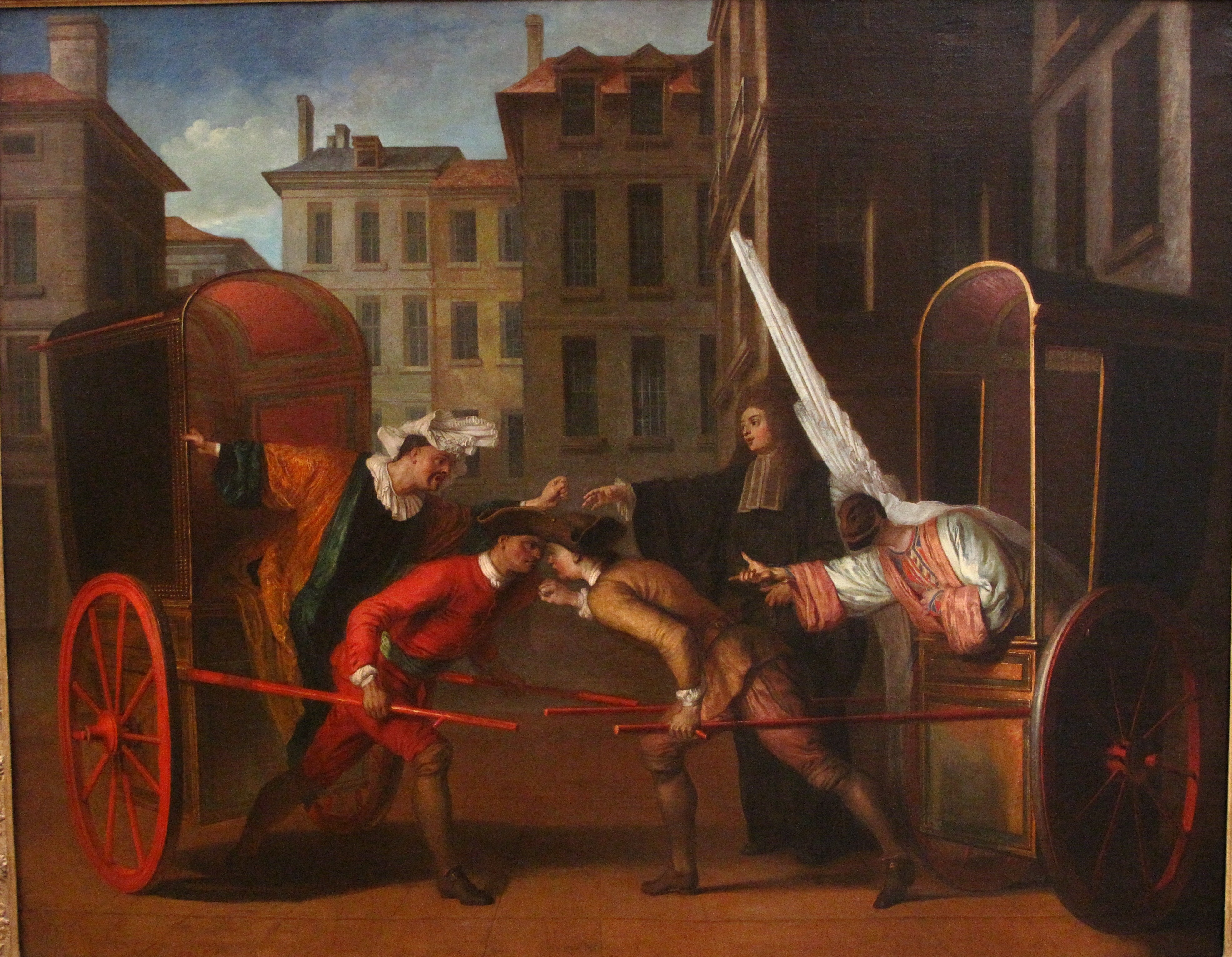
Les deux Carrosses, Claude Gillot (c. 1707)
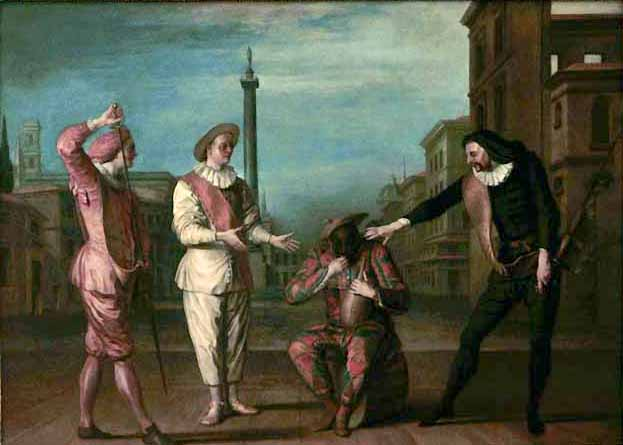
Le tombeau de Maître André, Claude Gillot (c. 1717)
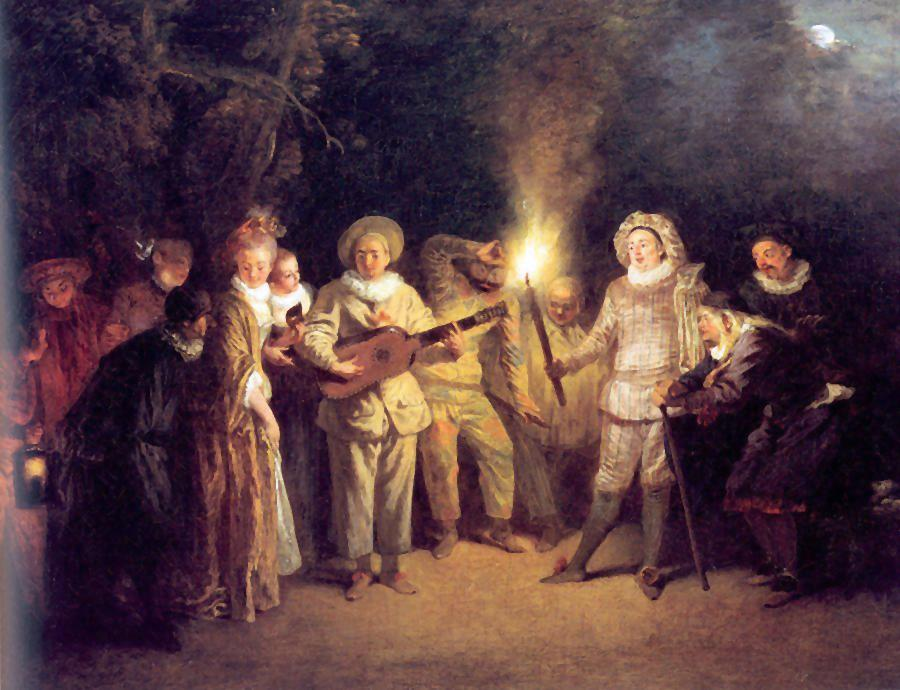
L'amour au Théâtre-Italien, Antoine Watteau (c. 1718)
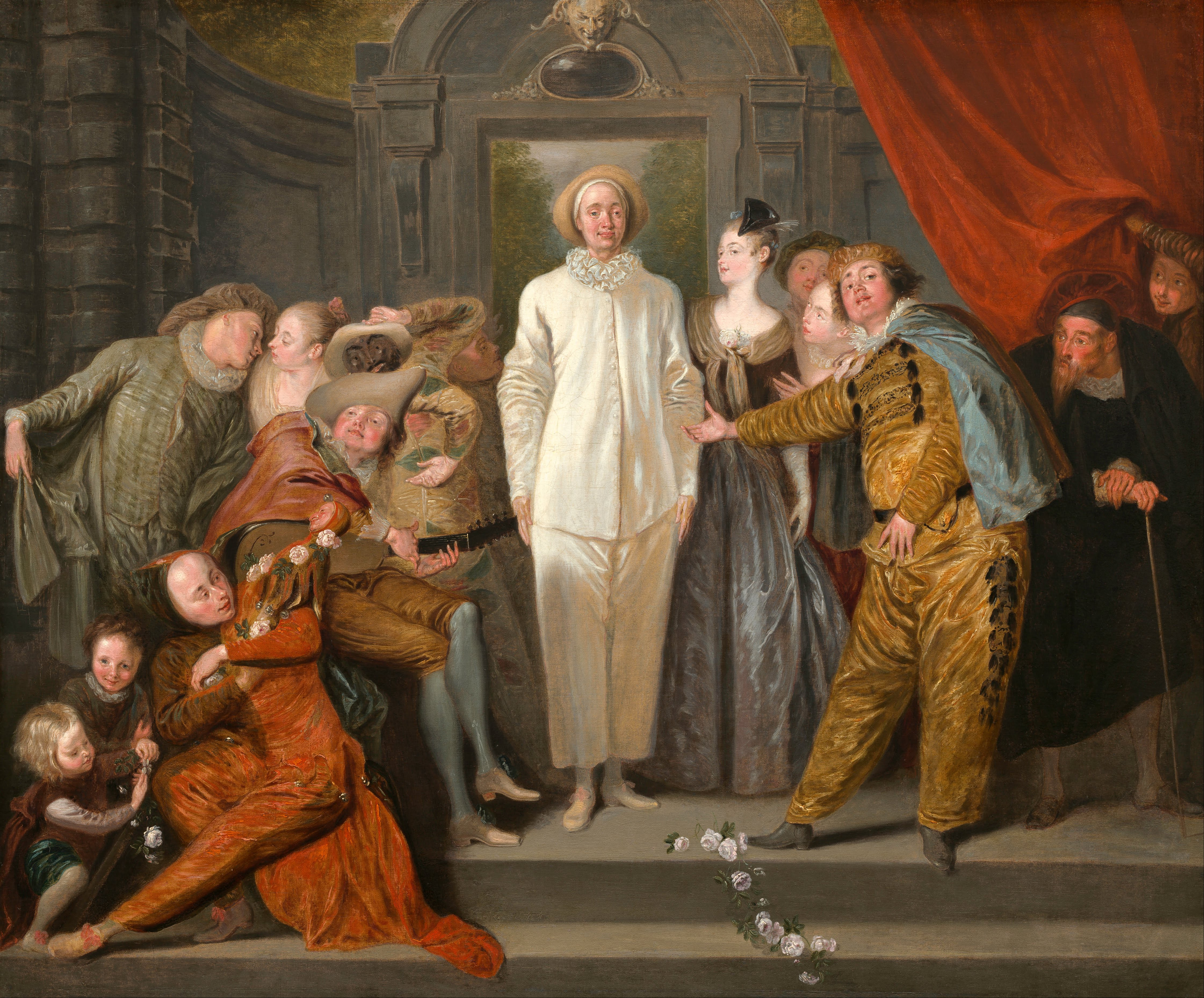
Les Comédiens-Italiens, Antoine Watteau (c. 1720)

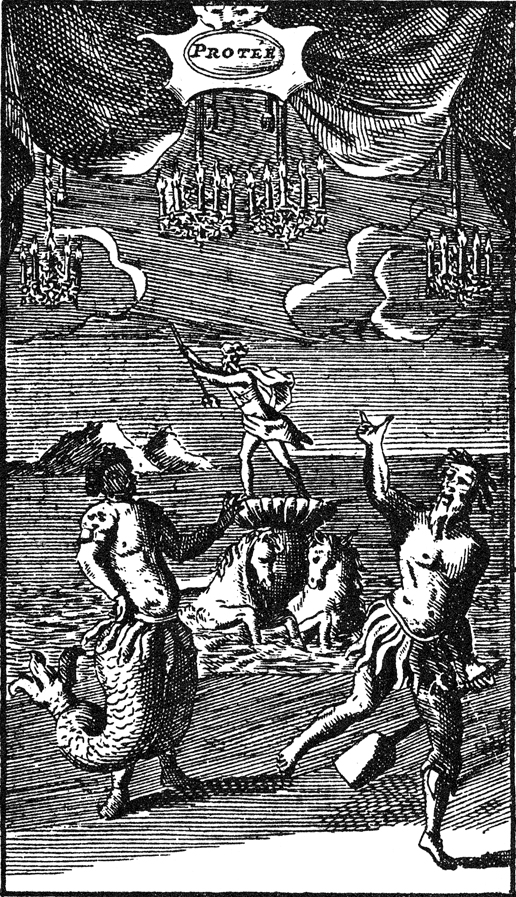
Harlequin Protée, gravat del segle XVII
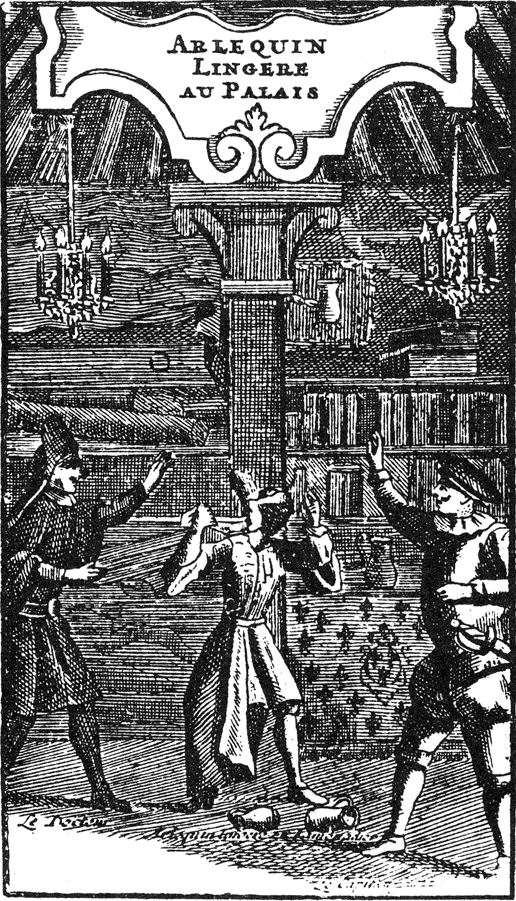
Arlequin Lingère au Palais, gravat del segle XVII
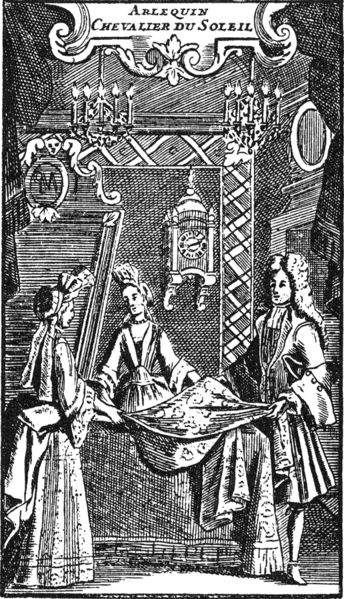
Harlequin chevalier du Soleil, gravat del segle XVII
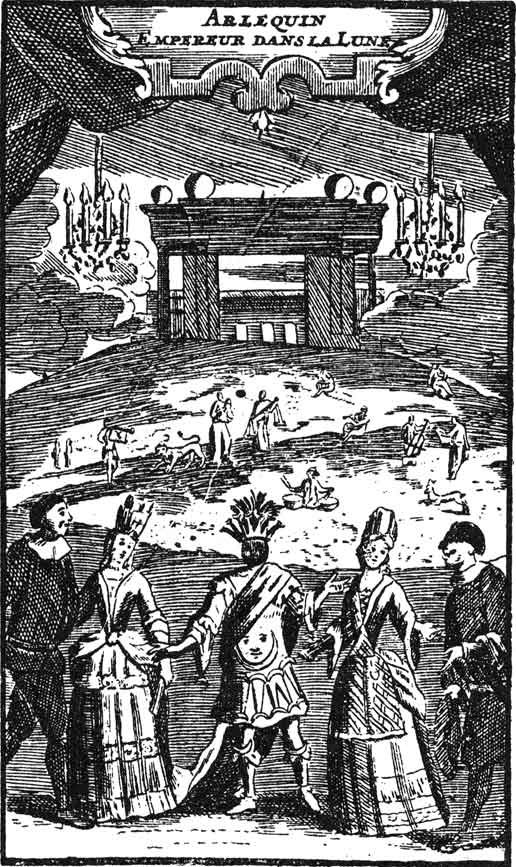
Harlequin empereur de la Lune, gravat del segle XVII
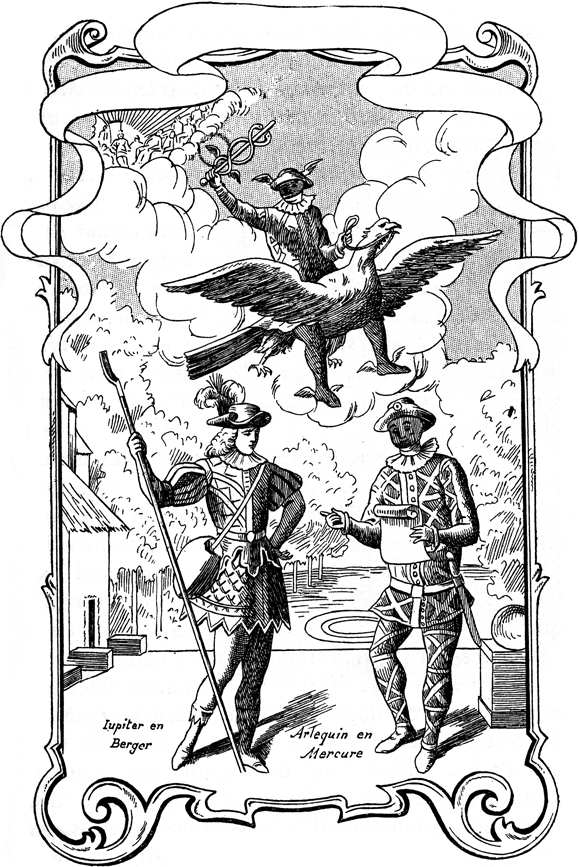
Arlequin en Mercure galant, gravat del segle XVII